# 奥弗·奥尔松
奥弗·奥尔松（瑞典語：Owe Ohlsson，1938年8月19日—），瑞典男子足球运动员，司职前锋，1958年完成国家队首秀。他曾代表瑞典国家队参加1958年国际足联世界杯，获得亚军。